# Янсен, Вальтер

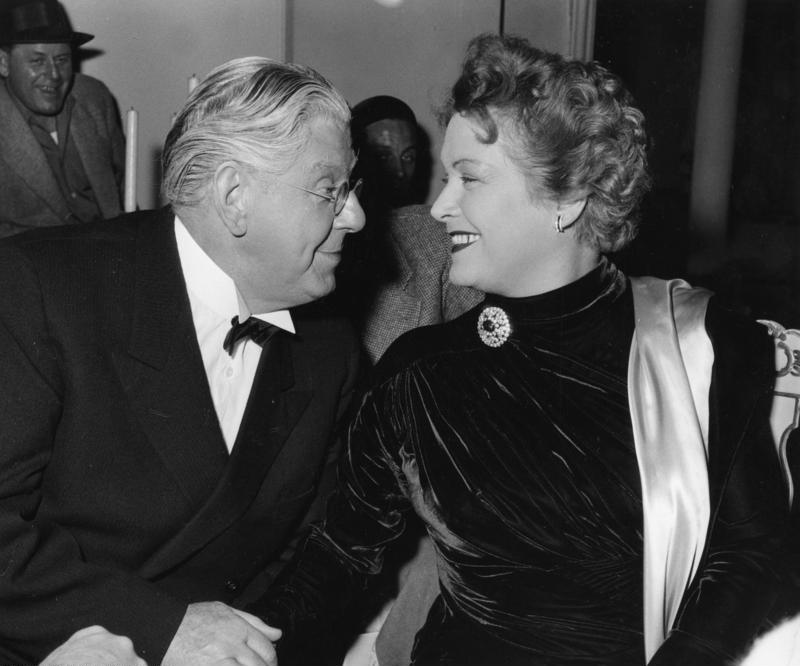
Вальтер Янсен и Ольга Чехова, 1953 год

Вальтер Янсен (нем. Walter Jansen; 1887—1976) — немецкий актёр и режиссёр.

## Биография
Родился 7 февраля 1887 года в Крефельде.
Начал свою театральную карьеру в 1906 году во Франкфурте-на-Майне, затем работал в Касселе (1908—1910) и во Франкфурте (1910—1915). С 1915 по 1918 годы Янссен играл в Мюнхене, а с 1919 — в Немецком театре Берлина. Одно время он работал в Лондоне.
В 1917 году состоялся дебют Вальтера Янссена в кино. После перехода к эпохе звукового кино Янссен все больше играет второстепенные роли. В шестидесятые годы он работал на телевидении, но основное — работа в театре.
Свою последнюю театральную роль он с играл в пьесе «Вишнёвый сад» по Чехову в Немецком драматическом театре Гамбурга в 1971 году.
Вальтер Янссен умер 1 января 1976 года в Мюнхене и был похоронен на кладбище Unterschleißheim.

## Премии и награды
В 1968 году Янссену была присуждена немецкая государственная кинопремия за многолетнюю и отличную работу в немецком кинематографе.